# Batalha do Grânico
A Batalha de Grânico em maio de 334 a.C. foi a primeira grande vitória de Alexandre III da Macedónia contra o Império Aquemênida. Naquela batalha, travada no noroeste da Ásia Menor perto de Troia, Alexandre venceu as forças dos sátrapas persas aliadas do soberano persa Dario III da Pérsia, incluindo um grande número de mercenários gregos.

## A partida para a Ásia
Em 334 a.C., Alexandre partiu através da Trácia e do Helesponto para a Ásia. As estimativas do tamanho de seu exército variam de 30 mil a 43 mil para a infantaria e de quatro mil a cinco mil para a cavalaria.

## A batalha
De Troia, Alexandre reuniu-se ao exército principal. Fez desfilar e enumerou as forças que cruzaram com ele para a Ásia. Foi feito o registro no diário, mas números diferentes foram divulgados para enganar o inimigo. A maior parte do registro chegou a nós por intermédio de Diodoro, baseado em Ptolomeu. Alexandre conseguira fazer a travessia em paz porque a vanguarda enviada por Filipe controlava a costa asiática do Helesponto e porque a frota persa ainda não havia entrado no mar Egeu.
Durante os últimos dezoito meses, Alexandre e a Comunidade Grega não haviam reforçado a vanguarda, que fora empurrada pelo comandante supremo persa, Mêmnon. Nas cidades gregas, havia partidários de ambos os lados. Parmênio escravizara a população de Grineu, uma cidade no sul que evidentemente se unira a Mêmnon, mas não conseguiu tomar Pitane por cerco. Nessa frente, as forças persas atingiram Roeteu, na Trôade. Ao norte, Mêmnon e seus homens, usando o gorro macedônico (kausia), enganaram o povo de Cízico para abrir os portões, mas em seguida arrasaram as terras dele com uma força de cinco mil mercenários gregos. Alexandre chegou bem a tempo para salvar as forças de resistência dos macedônicos, mercenários gregos e provavelmente tropas gregas e da comunidade grega, cujo comandante supremo era então Calas.
Alexandre precisava de uma vitória rápida para obter suprimentos. Mêmnon provavelmente percebeu isso, pois aconselhou uma estratégia de retirada deixando para trás terras queimadas; mas os sátrapas persas recusaram-se a sacrificar suas terras e concentraram suas forças perto de Zeleia, no interior, a leste de Abidos. Sua intenção era atacar a base de Alexandre em Abidos, se ele avançasse para o sul, ou empurrá-lo para leste e bloquear seu avanço desse lado. Adotaram uma forte posição defensiva na margem leste do rio Grânico, colocando sua excelente cavalaria com 20 mil homens na planície de frente para o rio e seus 20 mil infantes mercenários gregos na encosta da montanha acima do nível do mar. Era uma posição que não podia ser contornada por nenhum lado e que bloqueava a aproximação dos "portões asiáticos", uma passagem estreita através da qual passava uma estrada persa em direção ao leste.

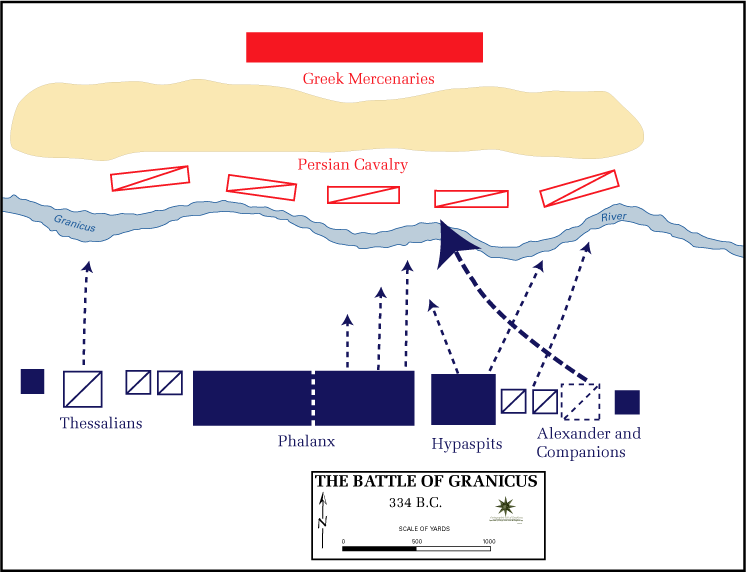
A batalha de Grânico

Alexandre agiu com velocidade e confiança características. Três dias após terminar o desembarque, ele avançou para a planície do Grânico, não com todo o seu exército, mas com as forças macedônicas, os agriães e a cavalaria grega. Alexandre informara-se com Calas sobre a força do exército persa e estava seguro de que suas forças de elite poderiam derrotar os números superiores do inimigo. Já era mais de meio-dia quando seus batedores voltaram para lhe informar sobre a posição dos persas do outro lado do rio. Alexandre parou para consultar seus comandantes. Um registro da discussão foi preservado no diário, que Ptolomeu pôde consultar, e provavelmente devemos a ele um resumo daquilo que Parmênio aconselhou. Ele se opunha a um ataque frontal (presumivelmente proposto por Alexandre), porque o rio era profundo em alguns lugares e a outra margem era íngreme e alta, e porque, se algumas tropas tentassem passar pela planícies, seriam afogadas pela cavalaria inimiga. Propôs acampar onde estavam e decidir no dia seguinte como fazer a travessia. O comentário de Alexandre em resposta incluiu a observação: "Será uma vergonha se, após cruzar o Helesponto facilmente, este pequeno regato impedir-nos de seguir adiante". Emitiu então suas ordens detalhadas. Elas precisavam englobar o desenvolvimento da ação e fornecer os movimentos táticos, porque ele próprio, como um "poderoso lutador", estaria imerso no combate.
Alexandre formou sua linha para um ataque frontal como segue. A esquerda, comandadas por Parmênio, as unidades eram, da esquerda para a direita, a cavalaria grega (1.800 tessalianos e 600 de outros estados), um esquadrão da cavalaria trácia (150) e três brigadas de falangistas (4.500). À direita, sob o comando de Alexandre, as unidades, a partir da direita, eram os agriães (500), os arqueiros (500), os cavaleiros acompanhantes (1.800), um esquadrão da cavalaria peônia (150), os Lanceiros (600), os hipaspistas (3.000) e três brigadas de falangistas (4.500). Os números da cavalaria eram os mesmos em todas as partes da linha, mas a infantaria era mais numerosa do lado direito e os arqueiros e agriães formavam uma extensão na extremidade direita. Seus cavaleiros tinham dez cavalos de profundidade e a infantaria, oito homens, e, como era normal, a amplitude da linha seria de mais ou menos dois quilômetros e meio. Era a  mesma amplitude da linha persa de cavalaria, com uma profundidade de cerca de 16 cavalos, cujas fileiras de trás tinham bastante espaço para manobrar na planície.
Os comandantes persas permaneceram na posição que adotaram inicialmente e que havia sido relatada a Alexandre. Se os soldados de infantaria macedônicos estivessem armados, como os mercenários gregos, com lanças de sete pés, não teriam tido qualquer chance de abrir caminho lutando na subida da margem diante dos mísseis dos cavaleiros persas e contra o peso dos cavalos.
Mas o comprimento de 12 pés do pique macedônico era outra história; pois um piqueiro podia atingir um cavalo ou seu cavaleiro de baixo para cima com efeito mortal e, uma vez envolvido em combate, não seria mais um alvo fácil para mísseis. Alexandre, por outro lado, contava com sua infantaria para espetar e gradualmente derrotar a cavalaria do inimigo, e planejava, nesse meio tempo, romper as linhas inimigas com a cavalaria maciça em certo ponto e estendendo sua linha para a direita para flanquear o inimigo. Atacou de uma vez só para tirar partido da insensatez dos comandantes persas por imobilizar seus mercenários gregos.
Alexandre, com plumas brancas em seu elmo, era uma figura bem visível à frente da Guarda real de Cavalaria. Os comandantes persas moveram-se para enfrentá-lo com seus melhores cavaleiros. Por ordem de Alexandre, as trombetas soaram e o exército desceu ao amplo e pedregoso leito do rio. O assalto inicial foi feito à esquerda da posição de Alexandre por um esquadrão de Cavaleiros Acompanhantes, a cavalaria peônia, os lanceiros e a brigada real de hipaspistas. Enquanto o ataque despertava a cavalaria do inimigo, Alexandre não se envolveu em combate, mas estendeu a linha do seu lado do leito do rio para a sua direita, de forma que os arqueiros e os agriães flanqueassem os opositores. Nesse momento, o esquadrão de Cavaleiros Acompanhantes, que havia encabeçado o assalto infligindo baixas, estava sendo empurrado de volta. Naquele momento, Alexandre ordenou o ataque geral. À frente do Esquadrão de Cavalaria real, ele fez uma carga contra o grupo inimigo que havia rechaçado o esquadrão enfraquecido.
Na feroz luta corpo-a-corpo, Alexandre e sua companhia levaram a melhor graças à sua "força, experiência e lanças de corniso contra dardos". A lança de Alexandre quebrara, e também a de seu cavalariço. Mas Demarato deu-lhe a própria lança. Alexandre e os que estavam com ele encontravam-se no alto da margem, mas não em formação, quando uma cunha da cavalaria inimiga, encabeçada por Mitrídates, começou a carregar. Alexandre disparou para a frente, atingiu-o no rosto e o derrubou, e logo em seguida Resaces atacou Alexandre e esmagou parte de seu elmo com a cimitarra. Quando Alexandre atingiu Resaces no peito com sua lança, Espitrídates erguia sua cimitarra para matar Alexandre, mas seu braço direito foi arrancado por Clito. Os persas estavam agora perdendo terreno em toda a linha. À direita, os arqueiros e os agriães, atacando a cavalaria pelo flanco e misturando-se à sua própria cavalaria, estavam fazendo com que a ala direita do inimigo recuasse, e os esquadrões de Cavaleiros Acompanhantes abriam caminho para o alto da margem. À esquerda de Alexandre, os hipaspistas e os falangistas usavam seus piques com bons resultados. "Quando o centro dos persas abriu caminho, a cavalaria em ambas as alas desmanchou-se e fugiu precipitadamente."
Alexandre reagrupou seus homens e rodeou a falange dos 20 mil infantes mercenários gregos, que tinham ficado parados "mais por causa do espanto com a inesperada reviravolta dos acontecimentos do que por considerações táticas". Eles eram uma força formidável, pois eram superiores em número aos falangistas de Alexandre por uma larga margem e eram lutadores experientes. Mas tendo ficado parados e cercados, tinham pouca chance de sobrevivência; pois a falange macedônica realizaria uma carga frontal e a cavalaria e a infantaria leve atacariam os flancos e a retaguarda expostos. De acordo com Plutarco, que provavelmente se baseava em Aristóbulo de Cassandreia, o comandante dos mercenários rogou por termos de retirada sob juramento, mas Alexandre recusou, pois sabia que eles lutariam novamente a serviço dos persas. Ele próprio, a cavalo, encabeçou o ataque "mais por paixão do que por razão", e seu cavalo foi morto debaixo dele com um golpe de espada. Mas o resultado foi o mesmo que com o Batalhão Sagrado em Queroneia, pois os piqueiros em formação despedaçaram a falange grega. A rendição de dois mil homens foi aceita.
A total derrota do inimigo deveu-se ao gênio militar de Alexandre. Sua percepção imediata da situação tática, sua coordenação de todas as armas no ataque coordenado e sua engenhosidade ao combinar o assalto inicial com a extensão da linha rio acima para a direita foram todas coisas brilhantes. Sua velocidade de deliberação e de ação não deixou aos comandantes persas nenhuma chance de reorganizar suas forças e o capacitou a derrotar a cavalaria e a infantaria separadamente. A batalha de cavalaria foi o que mais chamou a atenção, já que a cavalaria persa era uma força de elite recrutada de lugares tão distantes quanto a Bactriana e comandada por membros da família de Dario III e de seu séquito, conhecidos como "os Parentes" (syngeneis). "A recompensa do valor" (aristeiá) veio a Alexandre em pessoa; e o "poderoso guerreiro" deve ter sentido que tinha uma vida encantada, como qualquer jovem é capaz de sentir na batalha.
Os dois mil mercenários gregos foram enviados à Macedônia para trabalhar acorrentados pelo resto da vida (cadáveres acorrentados foram encontrados recentemente na Calcídica), porque, "mesmo sendo gregos, haviam lutado contra a Grécia em violação das decisões dos gregos". Os mercenários gregos que haviam caído em batalha e os oficiais persas receberam um enterro honrado. As perdas da cavalaria persa foram avaliadas em mil homens, pois não houve perseguição. Dentre os macedônicos, os 25 mortos do esquadrão de Cavaleiros Acompanhantes que haviam encabeçado o assalto foram tratados como heróis. Alexandre encarregou Lísipo de fazer estátuas de bronze deles, que seriam erguidas em Dium, junto com as estátuas dos reis temênidas. Da outra cavalaria, haviam caído 60 e, da infantaria, cerca de 30. Todos foram enterrados com suas armas e equipamentos e a seus pais e seus filhos foi concedida a "remissão de impostos sobre terras e propriedades e sobre serviços pessoais". Os feridos foram visitados por Alexandre, que ouviu os relatos de suas aventuras e examinou os ferimentos. Os despojos foram recolhidos por Alexandre, Ele enviou 300 conjuntos de armadura persa para serem dedicados a Atena na Acrópole de Atenas com a inscrição: "Alexandre, filho de Felipe, e os gregos, exceto os lacedemônios, dos bárbaros que vivem na Ásia".
Dedicatórias similares devem ter sido feitas em outros estados, pois Alexandre "desejava tomar os gregos parceiros na vitória", com justiça, já que a cavalaria grega vencera na ala esquerda e a frota grega preparara a invasão da Ásia. O grosso do espólio, principalmente vasos de beber e mantos de púrpura, foram enviados a Olímpia.
Devemos nossas informações principalmente a Arriano, baseado em Ptolomeu, que foi combatente e tinha acesso ao diário em que as ordens e atos de Alexandre eram registrados. Um relato menos exato, o de Aristóbulo, foi usado por Plutarco e conta as baixas de 25 cavaleiros e nove soldados de infantaria. Evidentemente, é Aristóbulo quem critica Alexandre por agir "movido pela paixão" e quem compreende seu desejo de tornar os gregos parceiros na vitória. Um relato inteiramente diferente sobreviveu em Diodoro, que se baseou em Cleitarco. É completo, com presságios anteriores, números enormes (100 mil infantes persas, 20 mil prisioneiros), uma travessia na alvorada do dia seguinte, batalhas separadas de cavalaria contra cavalaria e de infantaria contra infantaria e a "sorte" opondo Alexandre aos "Parentes". Esse relato é tão pouco confiável quanto aquele da captura de Tebas em Diodoro Sículo. Uma dedução de interesse é que Aristóbulo deve ter publicado seu relato das baixas macedônicas antes do de Ptolomeu, que se baseava no diário e era claramente correto.